# Bex
Bex este un oraș în Elveția cu 5.709 de locuitori.